# Sudetenquell
La SS Sudetenquell GmbH (« Sudeten Spring Ltd. »), était une entreprise appartenant aux SS, inventée vers la fin de 1938 et officiellement créée en avril 1939 (plusieurs mois avant l'invasion de la Pologne) en tant que producteur d'eau minérale dans les Sudètes pendant la Seconde Guerre mondiale. Pour développer les sources en vue d'une exploitation en masse, un camp de travaux forcés (sous-camp de KZ Flossenbürg) sur le territoire tchèque a ouvert ses portes en août 1942 dans la ville de Korunní, dans l'ouest de la Bohême (allemand : Krondorf-Sauerbrunn). En 1944, les SS avaient acheté 75% des producteurs d’eau minérale d’Allemagne et comptaient acquérir un monopole.